# Burleston
Burleston är en by i civil parish Burleston and Tolpuddle, i grevskapet Dorset, i Storbritannien. Den ligger i kommunen Dorset och riksdelen England, i den södra delen av landet, 180 km sydväst om huvudstaden London. Burleston var en civil parish fram till 2024 när blev den en del av Burleston and Tolpuddle. Civil parish hade 27 invånare år 2001. Byn nämndes i Domedagsboken (Domesday Book) år 1086, och kallades då Pidele.